# Asthena octamacularia
Asthena octamacularia là một loài bướm đêm trong họ Geometridae.